# 크테시비우스

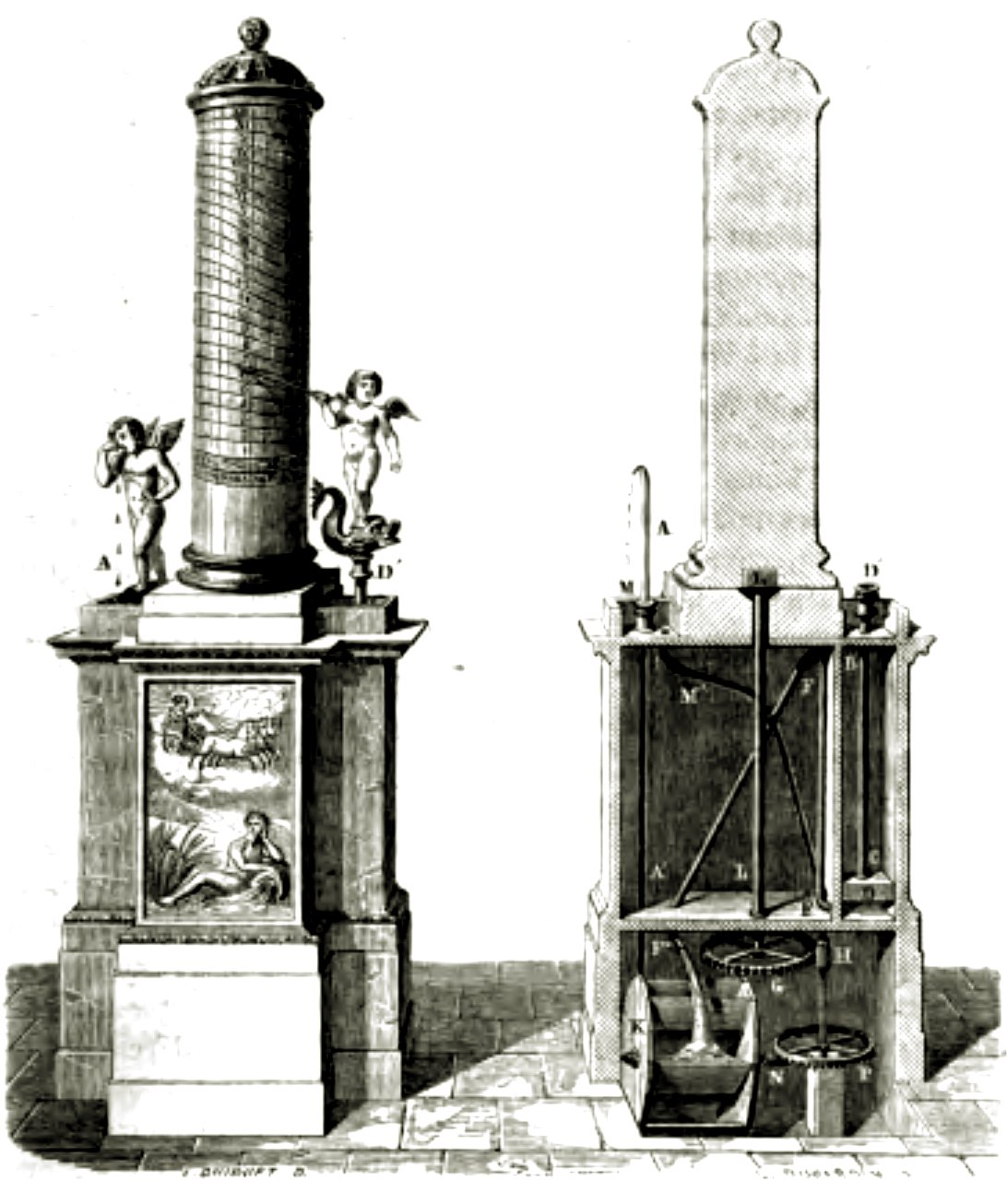
17 세기 프랑스 건축가 클로드 페로가 그린 크테시비우스의 물시계

크테시비우스(영어: Ctesibius 그리스어: Κτησίβιος BC 285-222)는 이집트 프톨레마이오스시대 알렉산드리아에서 활동한 그리스인 발명가이자 수학자였다. 그는 최초의 과학논문을 썼는데, 이 논문에는 공압과 공기역학 등의 내용이 실려있다. 또한 압축공기와 펌프, 심지어 대포에 대한 내용도 있다. 이러한 그의 업적을 기려 공압의 아버지 라고도 불린다. 오늘날 알려진 크테시비우스의 가장 대중적인 발명품은 파이프 오르간으로 나중에 피아노 발명의 기반이되었다. 

## 발명품
크테시비우스는 프톨레마이오스 1세 소테르가 알렉산드리아에 설립한 무세이온의 초대 책임자였던 것으로 추정된다. 그의 발명품들은 잘 알려져 있지만, 그의 삶에 대해 알려진 바가 거의 없다. 디오게네스 라에르티오스의 《유명한 철학자들의 생애와 사상》에 따르면 크테시비우스는 원래 이발사였다. 이발사로 일하는 동안에도 그는 균형추를 조절할 수 있는 거울을 발명했다. 그의 발명품으로는 물 오르간, 파이프 오르간, 그리고 개선된 물시계 등이 있다. 네덜란드 물리학자 크리스티안 하위헌스가 1656년에 진자시계를 발명하기 전까지 1800년 동안 물시계는 가장 정확한 시계였다. 그러나 크테시비우스는 매우 가난했던 것으로 보인다.  
크테시비우스는 물을 분사하거나, 우물에서 물을 끌어 올리기 위한 최초의 펌프를 발명하기도 했다. 사이펀의 원리도 여기서 유례되었다.